# Mes rendez-vous avec Leo
Pour plus de détails, voir Fiche technique et Distribution.
Mes rendez-vous avec Leo ou Mes rendez-vous avec Léo (Good Luck to You, Leo Grande) est une comédie dramatique britannique réalisée par Sophie Hyde, sur un scénario de Katy Brand, sortie en 2022.

## Synopsis
Nancy Stokes (Emma Thompson) est enseignante de religion à la retraite. Veuve depuis deux ans, elle n'a jamais connu une vie sexuelle épanouie. Elle décide alors de s'offrir les services d'un escort-boy. Elle réserve une chambre d'hôtel pour y accueillir le jeune Leo Grande. Elle est nerveuse, complexée par son corps et son âge, culpabilisée à l'idée de recourir aux services d'un travailleur du sexe. Lorsqu'elle était enseignante, elle donnait régulièrement à ses élèves des sujets de dissertation portant sur l'éthique de la prostitution. Leo Grande essaie de la mettre à l'aise. 
Nancy est curieuse de la vie de Leo. Ce dernier lui dit que sa mère ne sait pas quelle profession il exerce, et qu'elle croit qu'il travaille sur une plate-forme pétrolière offshore. Nancy a pour sa part des relations difficiles avec ses propres enfants. Elle n'a eu que son mari comme partenaire sexuel, avec des pratiques sexuelles très routinières, avec des préliminaires très limités, sans jamais dévier de la position du missionnaire, et jamais de sexe oral que son mari jugeait humiliant. 
Nancy se rappelle un souvenir de jeunesse: lors de vacances en Grèce, elle s'était sentie très attirée par un employé de l'hôtel. Un soir, celui-ci avait commencé à l'embrasser et à la caresser, avant d'être interrompu par une arrivée inopinée, et elle avait quitté l'hôtel le lendemain. Elle se détend, et Leo peut la caresser et l'embrasser.  
Pour leur second rendez-vous, Nancy a préparé une liste de pratiques sexuelles qu'elle voudrait essayer, en commençant par la fellation et le cunnilingus. Elle reçoit des appels téléphoniques répétés de sa fille, ce qui la perturbe. Nancy a l'impression que sa maternité l'a empêchée de mener la vie qu'elle aurait souhaitée. Leo l'aide à se relaxer avec de la danse et un massage, lui parle de ses autres clientes et de leurs besoins très divers. Nancy finit par lui faire une fellation.   
Pour leur troisième rendez-vous, Nancy a encore réservé la même chambre d'hôtel. Elle teste cette fois le cunnilingus, avec plaisir mais sans éprouver d'orgasme. Elle avoue à Leo qu'elle a fait des recherches sur Internet et découvert sa véritable identité, car Leo Grande est un pseudonyme. Tout comme Nancy Stokes, d'ailleurs. Leo est furieux et lui dit qu'elle ne doit plus jamais faire appel à ses services. Nancy souhaite toujours établir une relation plus personnelle avec lui, mais il refuse. Dans un accès de colère, il lui dit que sa mère l'a renié quand il avait 15 ans et qu'elle dit à tout le monde qu'il est mort.   
Il y a tout de même un quatrième rendez-vous, et ils se retrouvent cette fois dans le café de l'hôtel. Elle remercie Leo pour ses services et lui dit qu'elle l'a recommandé à des amies. Leo dit à Nancy qu'il a avoué à son frère quelle était sa véritable profession, mais que ce dernier s'en doutait. Il lui dit aussi que sa mère l'a renié après l'avoir surpris en train d'avoir des relations sexuelles avec plusieurs amis.    
La serveuse, Becky, s'avère être une ancienne élève de Nancy, dont le véritable nom est Susan Robinson. Elle raconte à Leo qu'une fois, Nancy/Susan avait pris à part les filles de sa classe pour leur reprocher de porter des jupes trop courtes, en leur disant qu'elles s'habillaient comme des "trainées". Nancy est très gênée qu'on lui rappelle cet incident. Elle s'excuse auprès de Becky, et lui explique quelle est sa véritable relation avec Leo, à la grande stupéfaction de Becky.   
Leo et Nancy se retrouvent ensuite dans la chambre où ils essaient plusieurs positions, sans que Nancy n'obtienne un orgasme. Leo veut alors recourir à un sex-toy, et alors qu'il est en train de le chercher, Nancy se masturbe et éprouve son premier orgasme. Elle remercie Leo, et lui dit qu'elle n'aura plus besoin de ses services désormais. Restée seule dans la chambre, elle se contemple nue dans le miroir.

## Fiche technique
- Titre original : Good Luck to You, Leo Grande
- Réalisation : Sophie Hyde
- Scénario : Katy Brand
- Musique : Stephen Rennicks
- Costumes : Sian Jenkins
- Photographie et montage : Bryan Mason
- Production : Debbie Gray et Adrian Politowski
- Sociétés de production : Genesius Pictures et Align
- Sociétés de distribution : Lionsgate (Royaume-Uni) ; Hulu / Searchlight Pictures (États-Unis) ; Wild Bunch Distribution (France)
- Pays de production :  Royaume-Uni
- Langue originale : anglais
- Format : couleur — 2,00:1
- Genre : comédie dramatique
- Durée : 97 minutes
- Dates de sortie :
  - États-Unis : 22 janvier 2022 (Festival du film de Sundance) ; 17 juin 2022 (en VOD sur Hulu)
  - Royaume-Uni : 17 juin 2022
  - France : 30 novembre 2022
- Classififation :
- France : Tout public lors de sa sortie en salles mais déconseillé aux moins de 12 ans à la télévision.

## Distribution
- Emma Thompson (VF : Frédérique Tirmont ; VQ : Élise Bertrand) : Nancy Stokes/Susan Robinson
- Daryl McCormack (VF : Aurélien Raynal ; VQ : Alexandre Bacon) : Leo Grande/Connor
- Isabella Laughland (en) (VQ : Catherine Brunet) : Becky
- Les Mabaleka : le livreur
- Charlotte Ware : une serveuse
- Carina Lopes : une serveuse

## Accueil critique
Le site Allociné attribue au film une note moyenne de 3,2/5 à partir de l'interprétation de 23 critiques. de presse. Sur le site Rotten Tomatoes, le film obtient un tomatometer de 93% basé sur 218 critiques.

## Distinctions

### Nominations
- Golden Globes 2023 : meilleure actrice dans un film musical ou une comédie pour Emma Thompson

### Sélections
- Berlinale 2022 : hors compétition